# Astrid Bühren

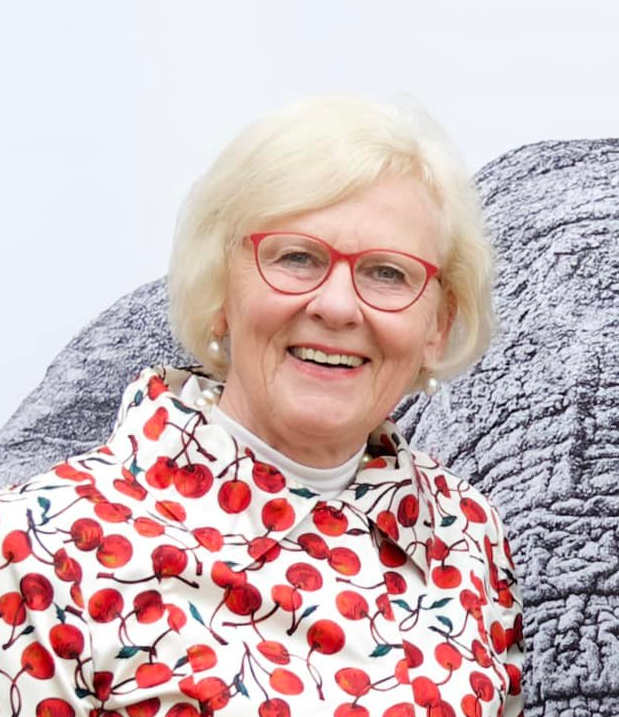
Astrid Bühren (2023)

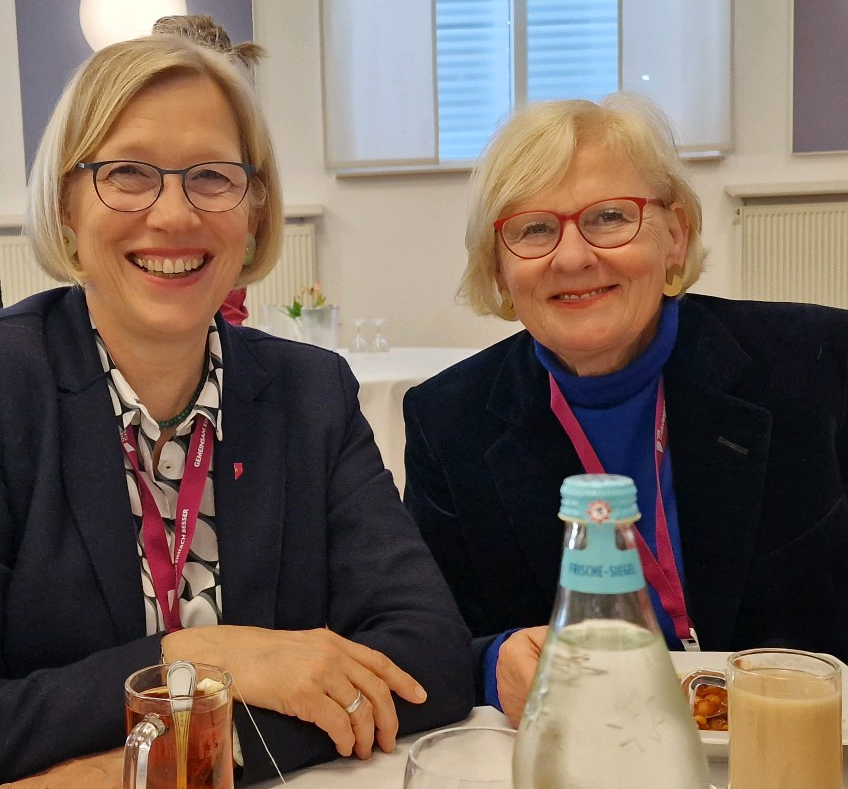
Astrid Bühren mit Gunda Leschber auf der Jahrestagung des Vereins Die Chirurginnen (2022)

Astrid Bühren (* 21. September 1952 in Peine) ist eine deutsche niedergelassene Fachärztin für Psychosomatische Medizin und Psychotherapie in Murnau/Oberbayern und arbeitet konsiliarisch im Zentrum für Rückenmarkverletzte der BG-Unfallklinik Murnau.

## Ausbildung und Beruf
Astrid Bühren legte 1977 an der Medizinischen Hochschule Hannover das Staatsexamen ab, war während ihres Studiums in Großbritannien als Stipendiatin der Studienstiftung des Deutschen Volkes, erhielt die Approbation und promovierte 1982. Sie arbeitete unter anderem an der Kinderklinik Cecilienstift in Hannover, bei der Blutspendezentrale Saarland, beim Institut für Humangenetik an der Universität des Saarlandes, in der Fachklinik für psychogene Erkrankungen bei den Bliestal-Kliniken und als selbstständige Psychotherapeutin in einer Praxis. 1993 ließ sie sich in einer Einzelpraxis in Murnau nieder. 1990 erwarb sie die Zusatzbezeichnung „Medizinische Genetik“, 1991 die „Zusatzbezeichnung Psychotherapie“, 1996 erhielt sie die Anerkennung als Fachärztin für Psychotherapeutische Medizin und 2007 als Fachärztin für Kinder- und Jugendmedizin.

## Berufspolitisches Engagement
Bühren gehört seit 1983 dem Deutschen Ärztinnenbund an und war 1987 Mitgründerin des Jungen Forums. Ab 1989 war sie im Vorstand des Deutschen Ärztinnenbundes aktiv, von 1993 bis 1997 als Vizepräsidentin, von 1997 bis 2009 als Präsidentin.
Zusätzlich war sie von 1999 bis 2007 Vorstandsmitglied der Bundesärztekammer und dort Vorsitzende der Ärztinnen-Gremien, als Vertreterin der Kassenärztlichen Vereinigung Bayerns und z. B. als Vorstandsmitglied der VPK (Vereinigung psychotherapeutisch tätiger Kassenärzte) sowie im Wissenschaftlichen Beirat der Deutschen Klinefelter-Syndrom-Vereinigung. 2001 gründete sie den ZONTA-Club Murnau-Staffelsee. Seit 2008 unterstützt sie ehrenamtlich die Arbeit der „Stiftung Ambulantes Kinderhospiz München – AKM“ und berät diese seit 2012 bei der Professionalisierung des Krisendienstes „RUF24“, an den sich Familien im Anschluss an ein traumatisches Erlebnis wenden können.
Zudem beschäftigt sie sich mit der Gendermedizin, der geschlechterspezifischen Erforschung, Diagnostik und Therapie von Krankheiten. Sie ist Mitglied der Deutschen Gesellschaft für Geschlechtsspezifische Medizin e. V. (DGesGM e. V.)
Bühren setzt sich im Besonderen für die Chancengleichheit und die Vereinbarkeit von Familie und Beruf für Medizinstudentinnen und Ärztinnen, sowohl in der Wissenschaft als auch in der Praxis ein.

## Privatleben
Astrid Bühren war mit Volker Bühren verheiratet, der 25 Jahre lang (1993–2018) als ärztlicher Direktor der BG-Unfallklinik Murnau tätig war und im August 2023 verstarb. Sie hat eine Tochter und einen Sohn.

## Auszeichnungen
- 2021: Mutige Löwin des Deutschen Ärztinnenbundes e.V.[5]
- 2021: Verdienstkreuz am Bande des Verdienstordens der Bundesrepublik Deutschland[6][9]
- 2024: Paracelsus-Medaille der Ärzteschaft (überreicht auf dem 128. Deutschen Ärztetag am 7. Mai 2024).[2][13]

## Publikationen
- Susanne Dettmer, Gabriele Kaczmarczyk, Astrid Bühren: Karriereplanung für Ärztinnen, Januar 2006, DOI:10.1007/978-3-540-44521-0 6
- A. Bühren, A.E. Schöller (Hrsg.): Familienfreundlicher Arbeitsplatz für Ärztinnen und Ärzte – Lebensqualität in der Berufsausübung Februar 2012 DOI:10.1007/978-3-540-44521-0 6